# Phortica flavithorax
Phortica flavithorax är en tvåvingeart som beskrevs av Oswald Duda 1939. Phortica flavithorax ingår i släktet Phortica och familjen daggflugor. Inga underarter finns listade i Catalogue of Life.